# میلانووو (ورانگه)
میلانووو (به صربی: Milanovo) یک منطقهٔ مسکونی در صربستان است که در ناحیه پچینیا واقع شده‌است. میلانووو ۲۷۳ نفر جمعیت دارد.